# 鈴木重実 (庄司)
鈴木 重実（すずき しげざね）は、平安時代中期の武将。藤白鈴木氏の当主で、鈴木重氏の子。通称、鈴木庄司。官位は、従七位上、出羽大掾。
天禄元年（970年）、紀伊国名草郡藤白荘年領。長徳2年（996年）に従七位上出羽大掾に任官し、長徳4年（998年）に出羽介・平維茂に従って藤原諸任と戦い58歳で戦死する。兄の鈴木重豊（左近将監）には娘がおり、藤原実方に嫁いで熊野別当・泰救を生んだ。

## 系譜
宮内庁書陵部蔵『華族系譜61 亀井家』、および『古代氏族系譜集成 中巻』穂積臣系図による。
- 父：鈴木重氏
- 母：不詳
- 妻：侍従・藤原定時の女
  - 男子：鈴木重武 - 掃部允
- 生母不詳の子女
  - 男子：鈴木基安
  - 男子：鈴木倫安 - 子の允重は常陸大掾。子孫に鞠子氏、前田氏。
  - 男子：鈴木基兼 - 右京亮